# Shahen Meghrian
Shahen Meghrian (in armeno Շահեն Մեղրյան?; Gyulistan, 2 gennaio 1952 – Gyulistan, 17 aprile 1993) è stato un partigiano armeno.
Fu uno dei comandanti delle forze armene paramilitari di difesa durante la Operazione Anello nella parte settentrionale dell'attuale regione di Shahumyan. Fu ucciso in combattimento dalle forze azere dell'OMON.

## Biografia
Meghrian nacque in una famiglia armena tradizionale e ben nota del villaggio di Gyulistan (oggi Buzluq, dove era presente sin dal 1700), all'epoca facente parte della regione di Shahumian (oggi distretto di Goranboy) nell'Oblast' Autonoma del Nagorno Karabakh. Terminato il ciclo scolastico nel villaggio natale, proseguì gli studi all'Università statale di Yerevan. Dopo la laurea Meghrian divenne il principale economista della produzione nella regione.
Nel 1988 formò la prima brigata di difesa di Shahumian. Nel 1990 Meghrian guidò con successo la Battaglia di Manashid. Nell'estate del 1991 divenne comandante delle forze di difesa della regione e fu coinvolto negli scontri conseguenti alla Operazione Anello . Dal 28 dicembre 1991 è stato anche membro dell'Assemblea nazionale della Repubblica del Nagorno Karabakh. Dopo le deportazioni forzate della popolazione armena della regione di Shahumian del Nagono Karabakh, Meghrian tenne un discorso che si concluse con le parole: "Shahumian è occupata, ma non è vinta"! 

## Onorificenze
Nel 2014 è stato insignito postumo della onorificenza di Eroe dell'Artsakh.